# Chiropterotriton cracens
Chiropterotriton cracens är en groddjursart som beskrevs av George Bernard Rabb 1958. Chiropterotriton cracens ingår i släktet Chiropterotriton och familjen lunglösa salamandrar. IUCN kategoriserar arten globalt som starkt hotad. Inga underarter finns listade i Catalogue of Life.